# Ian Pearce
Ian Anthony Pearce (Bury St Edmunds, 7 maggio 1974) è un ex calciatore inglese, di ruolo difensore.

## Palmarès

### Club

#### Competizioni nazionali
- Campionato inglese: 1

Blackburn: 1994-1995

#### Competizioni internazionali
- Coppa Intertoto UEFA: 1

West Ham: 1999